# 汉堡号小巡洋舰
汉堡号是德意志帝国所建造的七艘不来梅级小巡洋舰的二号舰，以德国城市汉堡命名。它由斯德丁的伏尔铿船厂承建，于1902年开始龙骨架设、1903年7月25日下水、至1904年3月8日投入舰队使用。其主舰炮包括有十门105毫米40倍径速射炮和两具450毫米鱼雷发射管，最高速度可达22节。
在逾四十年的职业生涯中，汉堡号曾先后经历德意志帝国海军、魏玛国家海军和纳粹德国海军时代。在入役后的前八年，它都是在公海舰队内度过。接下来，它又被分配至潜艇区舰队，先是担任第一潜艇区舰队的指挥舰，然后在第一次世界大战期间被用作U型潜艇船员的宿营船。战后，它随国家海军重返舰队值勤，但自1936年起再度作宿营用途直至1944年。舰只于1944年7月初被拖曳至同名城市报废，但于当月底遭英国轰炸机击沉。其残骸于1949年被打捞上岸，后于1956年拆解。

## 建造
汉堡号是根据合同代号“K”作为新增编入舰队的单位订购，并于1902年在斯德丁的伏尔铿船厂开始架设龙骨。它于1903年7月25日下水，之后展开舾装工作。1904年3月8日，舰只正式投入活动战列舰队（Aktive Schlachtflotte，即公海舰队前身）使用，成为首艘入役的同级舰。
汉堡号的全长为111.10（364英尺6英寸），有13.3（43英尺8英寸）的舷宽和5.28（17英尺4英寸）的前吃水。在满载情况下，舰只的排水量可达3,651公噸（3,593長噸）。其推进系统由两台三胀式蒸汽机组成，它们的额定功率为11,582匹軸馬力（8,637千瓦特），最高速度达22節（41每小時）。发动机由十台燃煤船用式水管锅炉提供动力。汉堡号可携带860公噸（850長噸）煤，故此得以12節（22每小時）的速度续航4,270海里（7,910）。舰只的标准船员编制则为14名军官及274－287名水兵。
汉堡号的武器由十门单装105毫米40倍径速射炮组成。其中两门并排布置在艏艛前方，六门设于舰舯、每边各三门，以及两门并排布置在舰艉。这些炮支的射程为12,200（13,300碼）。它们共提供1500发弹药，其中每炮150发。舰只还配备有两具450（17.7英寸）的鱼雷管及五枚鱼雷，均浸没舷侧的船体内。汉堡还受到厚达80（3.1英寸）的装甲甲板保护，司令塔的侧面有100（3.9英寸）厚、炮支的炮挡厚度也有50（2.0英寸）。

## 服役历史
完成海上试航后，汉堡号被派往活动舰队第一巡洋支队服役。该部队是舰队的侦察部队，由小巡洋舰女性之赞号、阿科纳号和大巡洋舰腓特烈·卡尔号组成，隶属于第一分舰队管辖。第二巡洋支队也由一艘大巡洋舰和三艘小巡洋舰组成，但隶属于第二分舰队。1904年6月，汉堡号作为皇家游艇霍亨索伦号的护航舰参与了北欧之旅。同年秋天，它又取代了尼俄伯号参加秋季舰队演习。1905年，汉堡号再次成为霍亨索伦号的护航舰。随后，它与德国海军的首艘涡轮巡洋舰吕贝克号进行了多次对比航行试验。1908年2月，汉堡号随侦察部队展开了进入大西洋的巡航。5月，在皇室对威尼斯和克基拉島进行访问期间，它再次为霍亨索伦号提供护航。次年，舰只作了同样的巡航，期间于4月21日，它从克基拉島被调遣至梅尔辛，因当地正发生的骚乱威胁到了德国人的利益。翌日，几艘英国和法国军舰也加入了它的行列，其中包括战列舰敏捷号。1909年5月28日，汉堡号回到了基尔，并于同年9月15日撤出前线服务而转入预备役。至1912年，汉堡号重新投入使用，并自8月6日起成为第一潜艇区舰队的副司令指挥舰，以黑尔戈兰岛为基地。当第一次世界大战于1914年爆发后，汉堡重返公海舰队，并跟随第四侦察集群参加了几次对北海的袭击。其中在8月6日，它与小巡洋舰斯德丁号护送一队U型潜艇进入北海，试图牵制英国舰队，以使U型潜艇可以发动攻击。该部队于8月11日返回港口，没有遇到任何英国军舰。
1914年12月15－16日，汉堡号参加了突袭斯卡布罗、哈特尔浦及惠特比的行动。它被分配至公海舰队的屏护部队，为当时正在实施炮击、由海军少将弗朗茨·冯·希佩尔率领的战列巡洋舰提供远程掩护。当汉堡号和大巡洋舰罗恩号收到有关英国驱逐舰出动的报告后，公海舰队总司令、海军上将腓特烈·馮·英格諾爾遂下令全体向左转舵并驶向德国。在06:59，汉堡号、罗恩号以及斯图加特号遭遇了由英国海军中校罗夫特斯·琼斯率领的驱逐舰群。琼斯紧追德国人直至07:40，此时汉堡号和斯图加特号被分离出来，以摧毁它们的追捕者。至08:02，罗恩号向两艘小巡洋舰发出信号，命令它们放弃追击，并与公海舰队余部一起撤退。1915年4月21日，汉堡号在威悉河口外围与鱼雷艇S21号发生碰撞，并将后者分成两截。
汉堡号跟随第四侦察集群参加了1916年5月31日至6月1日爆发的日德兰海战。该侦察集群在海军准将路德维希·冯·罗伊特的率领下，于5月31日03:30随舰队余部驶离威廉港。为承担屏护舰队的任务，汉堡号和鱼雷艇V73号位居舰队的左翼，与第二战列分舰队并排。在战斗的早期阶段，汉堡号及第四侦察集群并未积极参战，但至21:30左右，它们遇到了英国第3轻巡洋分舰队。罗伊特遂引领公海舰队向南行驶，以远离英国大舰队。由于射程太远及能见度不佳，仅慕尼黑号和斯德丁号能够与英国的巡洋舰交火。汉堡号仅发射了一轮齐射，却因雾霾的影响无法瞄准而射失；舰只还遭到两次命中，共造成14人死亡、25人受伤。为了吸引英国人靠近公海舰队的主力舰，罗伊特将他的舰群转向右舵，但第3轻巡洋分舰队没有上钩，继而脱离。
至战争后期，汉堡号已沦为供潜艇区舰队在威廉港使用的宿营船。在此期间，舰只的指挥官是海军少校弗里德里希·吕措，他于1917年3月16日至1918年5月12日担任汉堡号舰长。战争结束后，汉堡号成为《凡尔赛条约》允许德国保留的六艘巡洋舰之一。在重新组建的魏玛国家海军内，它自1920年9月7日起入役，担任北海防卫司令的旗舰。1921年7月，舰只跟随扫雷部队进入北冰洋，在那里根据战胜国的要求，清除由辅助巡洋舰流星号在一战期间埋设的水雷。从1923年10月15日至1925年4月1日，汉堡号又担任海军力量总司令的旗舰。随后，它成为了海军教育培训监察处的教练船。1923年10月23日，舰只在汉堡港得到了两艘鱼雷艇的陪同，以确保在德国共产党发动汉堡起义期间的港口设施安全。而已晋升为海军上校的吕措，则于1924年9月27日至1925年5月2日期间再次担任汉堡号舰长。1926年2月14日，汉堡号展开环球巡航。这是经由西印度群岛、中美洲、穿越巴拿马运河来到美国西岸，再继续经由夏威夷、日本前往菲律宾和印度尼西亚，最后再穿越苏伊士运河和地中海回国。1927年2月20日，舰只再次抵达威廉港，并于1927年6月30日最终退役，继而于1931年3月31日正式从海军名录中除籍。自1936年起，舰只由纳粹德国海军重新恢复其宿营职能供潜艇船员使用，并改为驻扎在基尔。它一直执行这项任务至1944年，当时纳粹海军决定将其报废。1944年7月7日，汉堡号被拖曳至同名城市进行拆解，其后于7月27日遭英国轰炸机击沉。其残骸于1949年被打捞上岸，并最终在1956年拆解报废。